# Lekcja Śpiewania
Lekcja śpiewania - koncerty organizowane cyklicznie w Krakowie, przeważnie na Rynku Głównym, polegające na wspólnym wykonaniu przez artystów i zgromadzoną publiczność piosenek - głównie patriotycznych.
Inicjatywa została zapoczątkowana przez Stowarzyszenia Przyjaciół Polskiej Piosenki, Ośrodek Kultury Biblioteka Polskiej Piosenki oraz kabaret Loch Camelot. Wszystkie dotychczasowe spotkania z tego cyklu prowadzili Waldemar Domański i Kazimierz Madej.
Organizatorem i głównym sponsorem koncertów jest Kancelaria Prezydenta Miasta Krakowa. Na każdą z lekcji przygotowywane są specjalne śpiewniki, dzięki którym wszyscy mogą się włączyć we wspólny śpiew. Do tej pory wydano w sumie około 200.000 śpiewników. Dodatkowo teksty wyświetlane są na ekranie znajdującym się koło sceny.
Jeden ze śpiewników z przedświątecznej Lekcji śpiewania kolęd zabrał do Watykanu Prezydent Jacek Majchrowski. W odpowiedzi na ten prezent organizatorzy Lekcji śpiewania otrzymali od Jana Pawła II zachętę do kontynuowania tej inicjatywy oraz papieskie błogosławieństwo.
Pierwsza Lekcja śpiewania odbyła się 11 listopada 2002 roku. Towarzyszył jej transparent z napisem „Patriotyzm nie musi być cierpieniem”.
Lekcje śpiewania mają stałe daty, są to: 11 listopada, 3 maja, 5 sierpnia, niedziela przed Wigilią Świąt Bożego Narodzenia i 14 lutego. 
Kolejne „lekcje” odbywały się:
1.  Pierwsza Lekcja Śpiewania - 11 listopada 2002 r.

2.  Druga Lekcja Śpiewania - 22 grudnia 2002 r.

3.  Trzecia Lekcja Śpiewania - 14 lutego 2003 r.

4.  Czwarta Lekcja Śpiewania - 3 maja 2003 r.

5.  Piąta Lekcja Śpiewania - 11 listopada 2003 r.

6.  Szósta Lekcja Śpiewania - 21 grudnia 2003 r.

7.  Siódma Lekcja Śpiewania - 14 lutego 2004 r.

8.  Ósma Lekcja Śpiewania - 3 maja 2004 r.

9.  Dziewiąta Lekcja Śpiewania - 6 czerwca 2004 r.

10. Dziesiąta Lekcja Śpiewania - 5 sierpnia 2004 r.

11. Jedenasta Lekcja Śpiewania - 11 listopada 2004 r.

12. Dwunasta Lekcja Śpiewania - 19 grudnia 2004 r.

13. Trzynasta Lekcja Śpiewania - 14 lutego 2005 r.

14. Czternasta Lekcja Śpiewania - 3 maja 2005 r.

15. Piętnasta Lekcja Śpiewania - 4 czerwca 2005 r.

16. Szesnasta Lekcja Śpiewania - 5 sierpnia 2005 r.

17. Siedemnasta Lekcja Śpiewania - 11 listopada 2005 r.

18. Osiemnasta Lekcja Śpiewania - 18 grudnia 2005 r.

19. Dziewiętnasta i pół 1/2. Lekcja Śpiewania - 30 kwietnia 2006 r.

20. Dwudziesta Lekcja Śpiewania - 3 maja 2006 r.

21. Dwudziesta pierwsza Lekcja Śpiewania - 5 sierpnia 2006 r.

22. Dwudziesta druga Lekcja Śpiewania - 11 listopada 2006 r.

23. Dwudziesta trzecia Lekcja Śpiewania - 1 maja 2007 r.

24. Dwudziesta czwarta Lekcja Śpiewania - 3 maja 2007 r.

25. Dwudziesta piąta Lekcja Śpiewania - 10 czerwca 2007 r.

26. Dwudziesta szósta Lekcja Śpiewania - 5 sierpnia 2007 r.

27. Dwudziesta siódma Lekcja Śpiewania - 11 listopada 2007 r.

28. Dwudziesta ósma Lekcja Śpiewania - 16 grudnia 2007 r.

29. Dwudziesta ósma Lekcja Śpiewania i 7/8 - 1 maja 2008 r.

30. Dwudziesta dziewiąta Lekcja Śpiewania - 3 maja 2008 r.

31. Lekcja Śpiewania piątej nocy - 16/17 maja 2008 r.

32. Trzydziesta Lekcja Śpiewania - 5 sierpnia 2008 r.

33. Trzydziesta pierwsza Lekcja Śpiewania - 11 listopada 2008 r.

34. Trzydziesta druga Lekcja Śpiewania - 21 grudnia 2008 r.

35. Trzydziesta trzecia Lekcja Śpiewania - 3 maja 2009 r.

36. Trzydziesta czwarta Lekcja Śpiewania - 5 sierpnia 2009 r.

37. Trzydziesta piąta Lekcja Śpiewania - 11 listopada 2009 r.

38. Trzydziesta szósta Lekcja Śpiewania - 26 grudnia 2009 r.

39. Trzydziesta siódma Lekcja Śpiewania - 3 maja 2010 r.

40. Trzydziesta ósma Lekcja Śpiewania - 5 sierpnia 2010 r.

41. Trzydziesta ósma i 1/2 Lekcja Śpiewania - 21 sierpnia 2010 r.

42. Trzydziesta dziewiąta Lekcja Śpiewania - 11 listopada 2010 r.

43. Czterdziesta Lekcja Śpiewania - 19 grudnia 2010 r.

44. Czterdziesta pierwsza Lekcja Śpiewania - 3 maja 2011 r.

45. Czterdziesta pierwsza i 1/2 Lekcja Śpiewania „Operetka i Musical” - 3 maja 2012 r.

46. Czterdziesta pierwsza i 3/4 Lekcja Śpiewania

47. Czterdziesta druga Lekcja Śpiewania - 5 sierpnia 2011 r.

48. Czterdziesta trzecia Lekcja Śpiewania - 11 listopada 2011 r.

49. Czterdziesta czwarta Lekcja Śpiewania - 18 grudnia 2011 r.

50. Czterdziesta piąta Lekcja Śpiewania - Usynowienie Pieśni „Góralu, czy Ci nie żal” - 3 maja 2012 r.

51. Czterdziesta szósta Lekcja Śpiewania - 5 sierpnia 2012 r.

52. Pierwsza Lekcja Śpiewania w Warszawie - 10 listopada 2012 r.

53. Czterdziesta siódma Lekcja Śpiewania - 10 lat Lekcji Śpiewania - 11 listopada 2012 r.